# Empréstimos Nishihara
Os Empréstimos Nishihara (西 原 借款, Nishihara Shakkan) foram uma série de empréstimos concedidos pelo governo japonês, sob a administração do primeiro-ministro Terauchi Masatake, ao senhor da guerra Duan Qirui da camarilha de Anhui, entre janeiro de 1917 e setembro de 1918 em troca de concessões territoriais e direitos no norte da China .
Em janeiro de 1917, o primeiro-ministro Terauchi despachou um enviado pessoal, um empresário privado chamado Nishihara Kamez para negociar uma série de oito empréstimos totalizando 140 bilhões de ienes para o líder de um grupo surgido do antigo Exército de Beiyang, Duan Qirui. Nishihara era apoiado pelo ministro das Finanças, Kazue Shoda, presidente do Banco de Joseon da Coréia. Embora teoricamente, os empréstimos foram créditos privados feitos por bancos privados sob a forma de investimentos no desenvolvimento da China, na realidade, o empréstimo foi assinado pelo governo japonês para ajudar Duan Qirui na guerra civil contra os seus rivais pelo controle do norte da China.
Em troca deste apoio financeiro, o Império do Japão recebeu a confirmação des suas pretensões sobre as antigas possessões da Alemanha na província de Shandong, o controle das ferrovias da província e direitos adicionais na Manchúria
Quando os empréstimos e os detalhes do acordo foram divulgados ao público, Duan Qirui foi violentamente atacado por ter concordado com as ofertas que se poderiam qualificar como uma traição em favor dos japoneses. Alguns dos direitos concedidos ao Japão foram muito semelhantes às da quinta cláusula das Vinte e Uma Exigências, rejeitadas recentemente. O descontentamento popular converteu-se no Movimento de Quatro de Maio.